# Régiment de Bourbon dragons
Pour les articles homonymes, voir Régiment de Bourbon (homonymie).
Le régiment de Bourbon dragons est un régiment de cavalerie du royaume de France créé en 1649 à partir du régiment d'Enghien cavalerie devenu sous la Révolution le 3e régiment de dragons.

## Création et différentes dénominations
- 17 janvier 1649 : création du régiment d'Enghien cavalerie
- 20 janvier 1650 : rayé des contrôles de l’armée royale
- 26 février 1651 : rétablissement du régiment d’Enghien cavalerie
- 13 septembre 1651 : rayé des contrôles de l’armée royale
- 7 novembre 1659 : rétablissement du régiment d'Enghien cavalerie
- 18 avril 1661 : licencié
- 1686 : renommé régiment de Bourbon cavalerie
- 1713 : renforcé par incorporation du régiment de Dumont, créé en 1688, qui avait combattu dans la guerre de la Ligue d'Augsbourg et celle de Succession d'Espagne[1].
- 1776 : transformé en régiment de dragons, le régiment de Bourbon dragons
- 1er janvier 1791 : renommé 3e régiment de dragons

## Mestres de camp-lieutenants et colonels
- 17 janvier 1649 : Henri Jules de Bourbon-Condé, duc d'Enghien
- 1652 : Jean de Coligny, comte de Saligny
- 7 novembre 1659 : Hérard Bouton, marquis de Chamilly, maréchal de camp le 9 janvier 1660, lieutenant général des armées du roi le 18 avril 1672, commandant d’armée le 6 mai 1672, † 1673
- 7 décembre 1665 : Gaspard de Champagne, comte de La Suze
- 9 août 1671 : N., marquis de Lanmary
- 1681 : N., comte de Xaintrailles
- 7 février 1686 : N., comte de La Chapelle
- 30 mai 1693 : N. de Choiseul, chevalier de Lanques
- 6 décembre 1702 : N. de Royer, comte de Saint-Micaud
- 1719 : N. de Crussol d’Uzès, marquis de Montausier
- 1er octobre 1730 : François Emmanuel de Crussol d'Uzès, marquis de Crussol des Salles puis comte d’Ons-en-Bray vers 1754, brigadier le 1er janvier 1740, maréchal de camp le 13 août 1744, déclaré lieutenant général des armées du roi en décembre 1748 par pouvoir du 10 mai, † 8 avril 1761
- 10 septembre 1744 : Louis Joseph Nicolas, marquis de Cambis, brigadier le 10 mai 1748, maréchal de camp le 20 février 1761
- 20 février 1761 : Gabriel Augustin de Franquetot, comte de Coigny
- 1er janvier 1762 : Louis, vicomte de Noë
- 3 janvier 1770 : Amable Charles, marquis de La Guiche
- 10 mars 1788 : Jean François Léonor, baron d'Hunolstein
- 21 octobre 1791 : Anne Michel Louis, vicomte de Roncherolles

## Historique des garnisons, combats et batailles du régiment
1649 : combat de Charenton, premier combat du régiment.
- 1er décembre 1761 le régiment est renforcé par incorporation du régiment de Noé cavalerie[2]

### Quartiers
- Évreux[Quand ?][3]

## Équipement

### Étendards
6 étendards « de soye bleue, Soleil d’or au milieu & 4 fleurs de lys brodées en or aux coins, & frangez d’or ».

Étendards
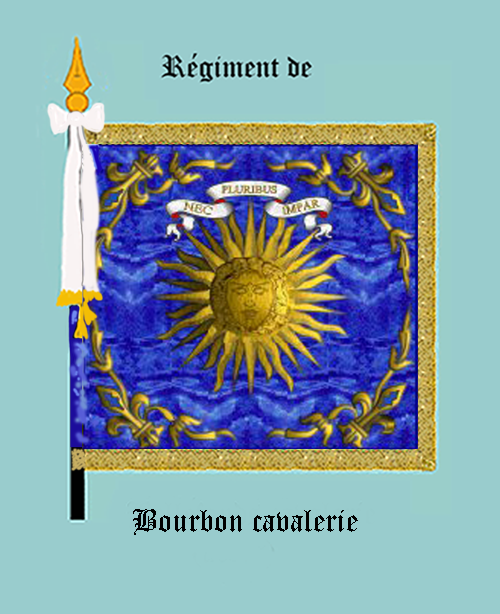
régiment de Bourbon cavalerie vers 1750, avers

### Habillement

Uniformes de cavalerie
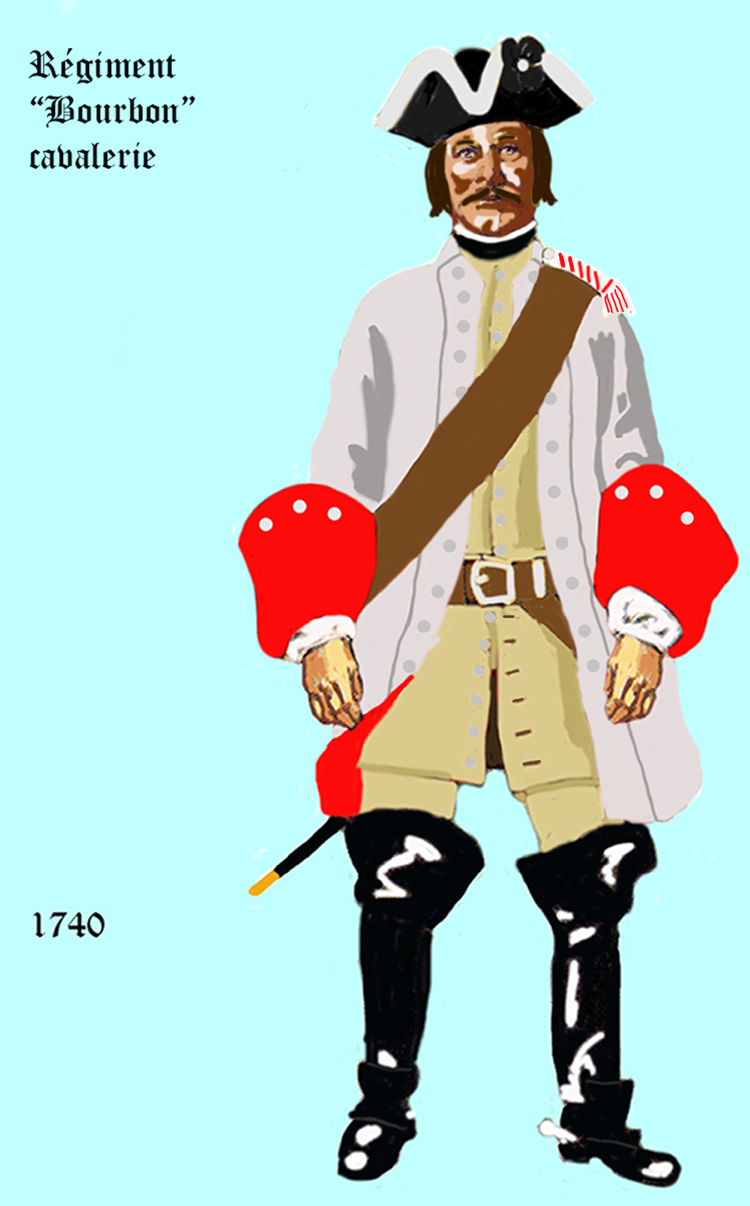
régiment de Bourbon cavalerie de 1740 à 1757
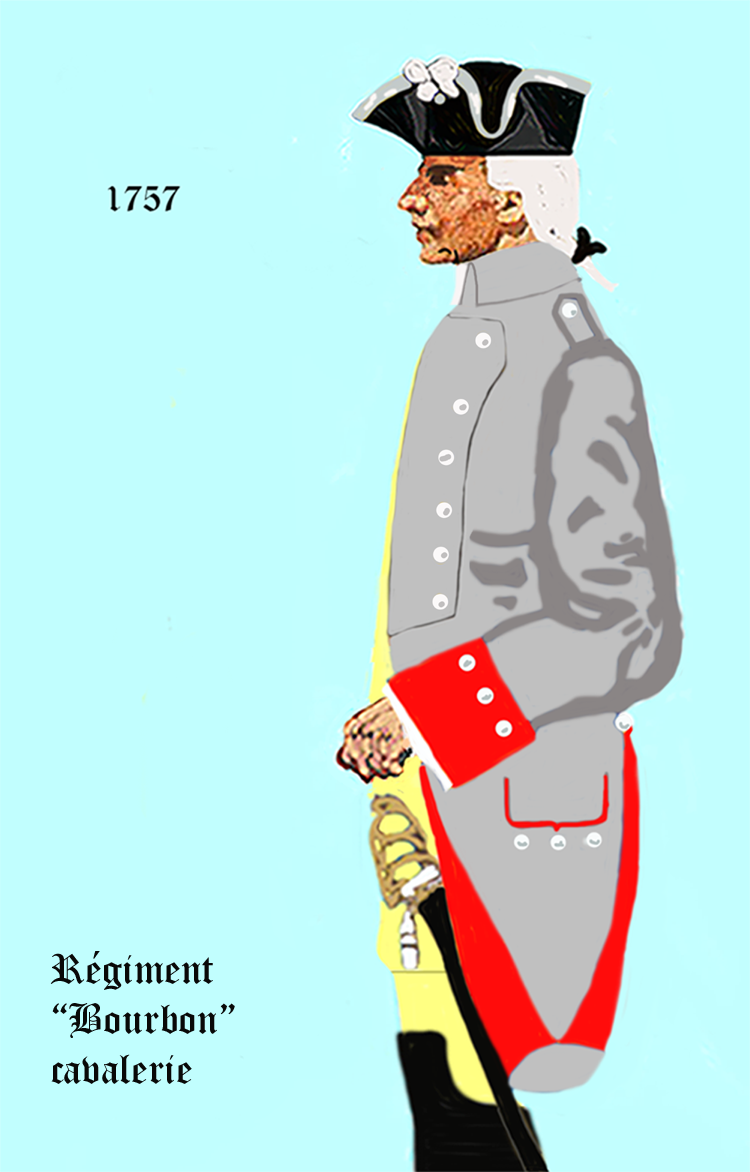
régiment de Bourbon cavalerie de 1757 à 1762
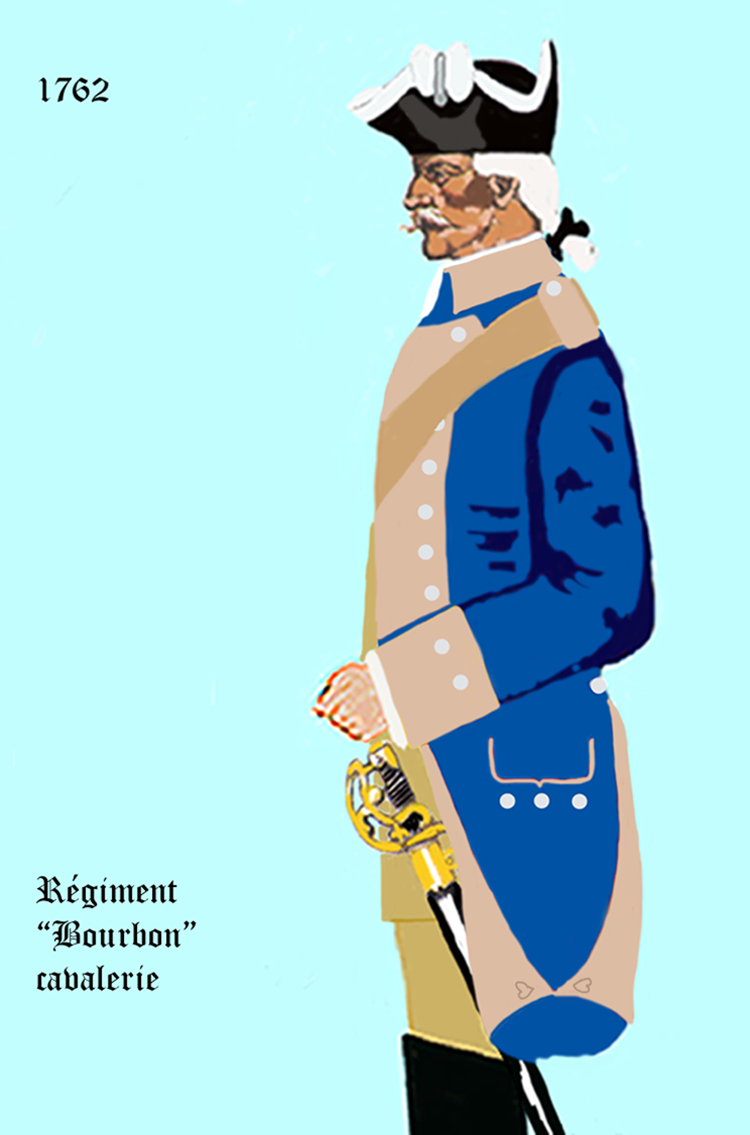
régiment de Bourbon cavalerie de 1762 à 1767
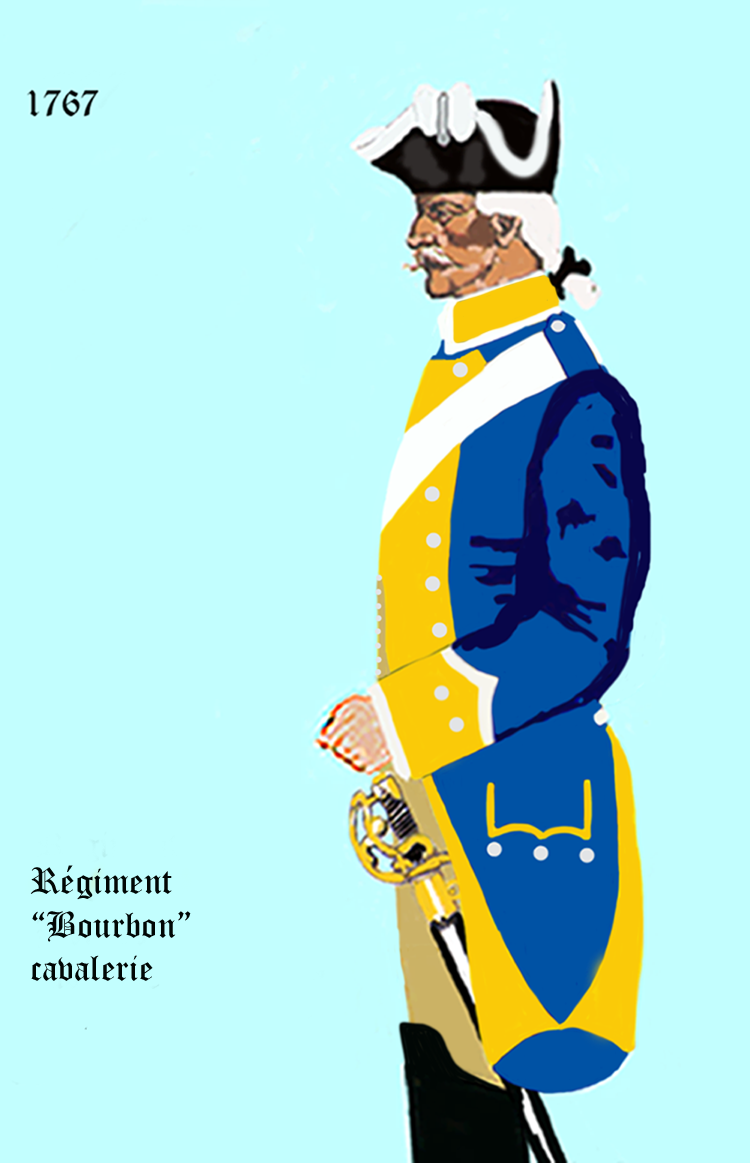
régiment de Bourbon cavalerie de 1767 à 1776

Uniformes de dragons
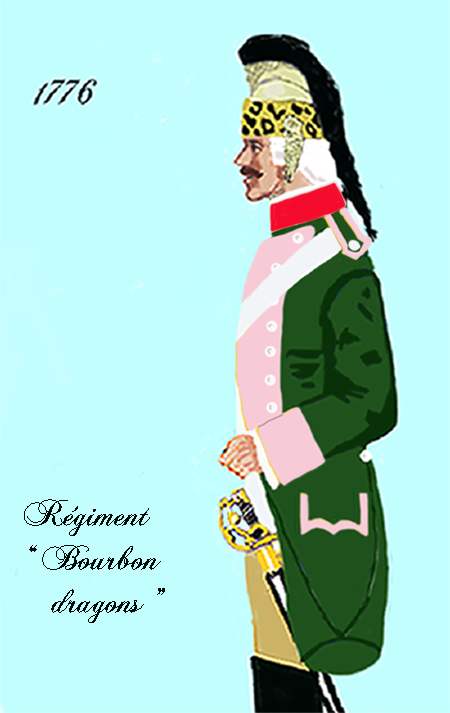
régiment de Bourbon dragons de 1776 à 1779
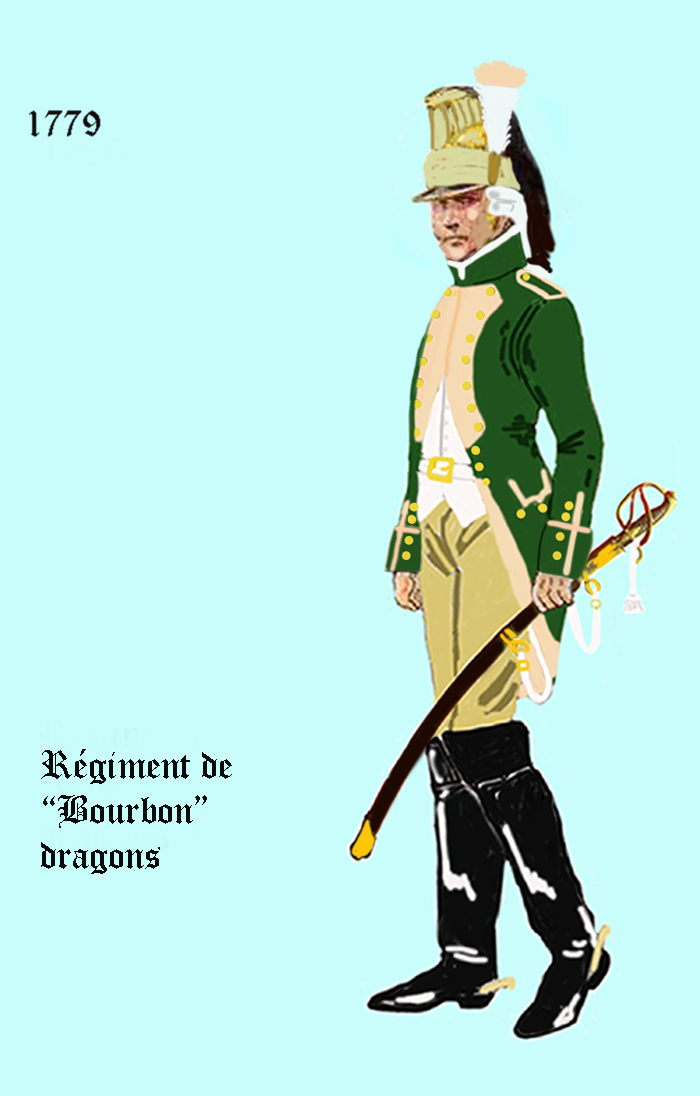
régiment de Bourbon dragons de 1779 à 1786
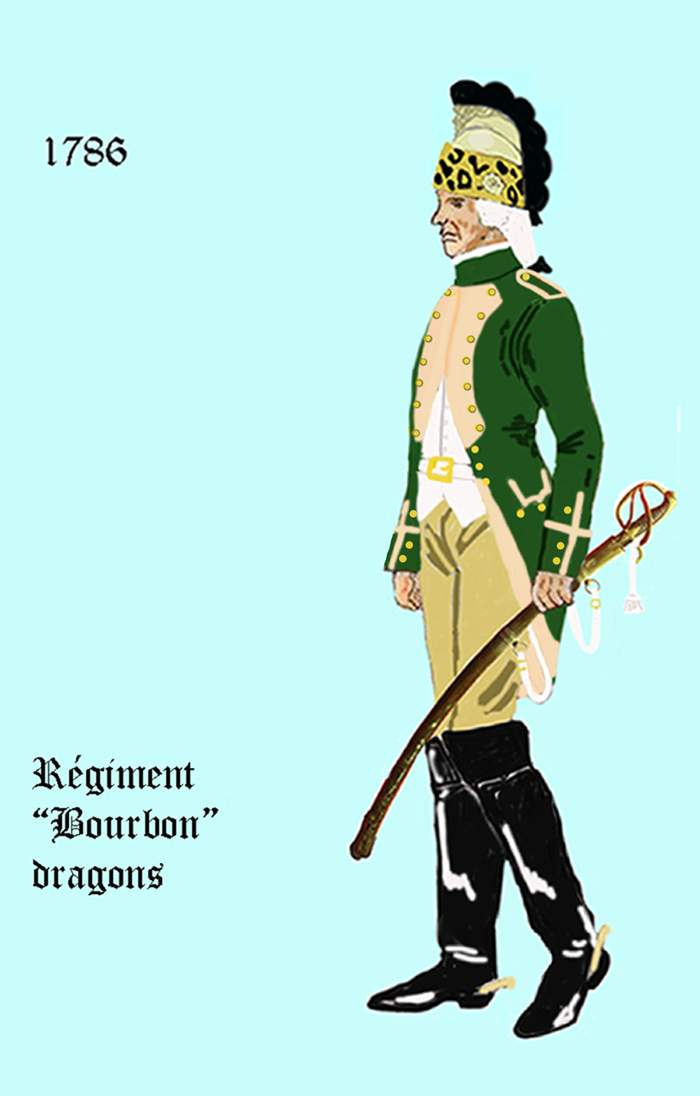
régiment de Bourbon dragons de 1786 à 1791